# Suman Kalyanpur

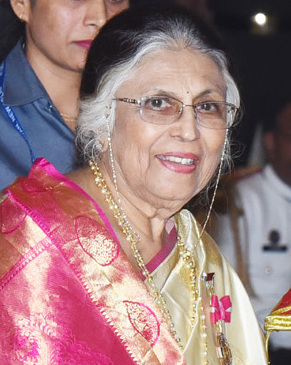
Suman Kalyanpur

Suman Kalyanpur (n. 28 de enero de 1937 en Dhaka, Bangladesh), es una cantante india. En 1943, su familia se trasladó a Bombay, donde recibió una formación musical. Ella está casada con Ramanand S. Kalyanpur.

## Biografía
Ella nació el 28 de enero de 1937 en Dhaka, Bangladesh, cuando esta formaba parte de la India británica. Su carrera musical de Suman Kalyanpur, comenzó cuando interpretó su primera canción a dúo con Talat Mahmood, que fue interpretada para una película titulada "Darwaza" (1954). Talat Mahmood la escuchó, cantando y actuando en un concierto musical y se quedó muy impresionado por su estilo musical. Su carrera alcanzó una gran liga cuando Talat, aceptó cantar a dúo con ella, por lo que la industria del cine la tomó en cuenta a ella.
Ella cantó después para otra película titulada, Mangu (1954) y después otra titulada "Koi Pukare Dheere Se Tujhe". Kalyanpur incursionó también en la música playback para interpretar temas musicales para otras películas como Miyan Bibi Razi (1960), Baat Ek Raat Ki (1962), Dil Ek Mandir (1963), Dil hola a Hai (1963), Shagoon (1964), Jahan Ara (1964), Sanjh Aur Sawera (1964), Noor Jahan (1967), Saathi (1968) y Pakeezah (1971). También interpretó temas musicales, escritas y compuestas por reconocidos compositores como Shankar Jaikishan, Roshan, Madan Mohan, SD Burman, Hemant Kumar, Chitragupta, Naushad, SN Tripathi, Ghulam Mohammed, Kalyanji Anandji y Laxmikant-Pyarela. Ella ha interpretado más de 740 canciones para películas y no películas.

## Famosas canciones
- "Na Tum Hamen Jano" (Baat Ek Raat Ki)
- "Chhodo, Chhodo Mori Baiyann" (Miya Biwi Razi)
- "Dil Gham Se Jal Raha" (Shama)
- "Yun Hi Dil Ne Chaha Tha" (Dil Hi To Hai)
- "Bujha Diye Hain" (Shagoon)
- "Mere Sang Ga" (Janwar)
- "Mere Mehboob Na Ja" (Noor Mahal)
- "Tum Agar Aa Sako To"' & "Zindagi Doob Gai Dard Ke Toofano Mein" (Ek Sal Pehle)
- "Zindagi imtehan leti hai " (film Naseeb)
- "Jo Ham Pe Guzarti Hai" (Mohabbat Isko Kehten Hain)
- "Sharabi Sharabi Yeh Sawan Ka Mausam" (Noor Jehan)
- "Behena Ne Bhai Ki Kalai Main" (Resham Ki Dori), for which she was nominated for the Filmfare Best Female Playback Award in 1975.
- "Aajkal Tere Mere Pyaar Ke Charche" from Brahmachari

## Canciones en marathi
- "Rimjhhim Jharati Shrāwan Dhara"
- "Shabda Shabda Japun Thhewa"
- "Re Kshanichya Sangateene Mi Ashi Bharawale"
- "Keshava Madhava Tuzya Namat Re Godawa"
- "Omkar Pradhan Roop Ganeshache"
- "Jethe Sagara Dharanee Milate"
- "Bhaktichya Phulancha Goad To Suwas"
- "Navika Re Vara Vahe Re"
- "Ketakichya Banee Tethe Nachala Ga Mor"
- "Yaa Laadkya Mulino".
- "Samadhi Gheun jayee dnyandev".
- "Mrudul Karani Chhedit Tara  ".
- "Aansoo ki ek boond hoon main" from Ek Paheli (1971) shot on Tanuja & Feroze Khan is a compelling number. Both the versions are beautifully sung.